# Guillaume Rondelet

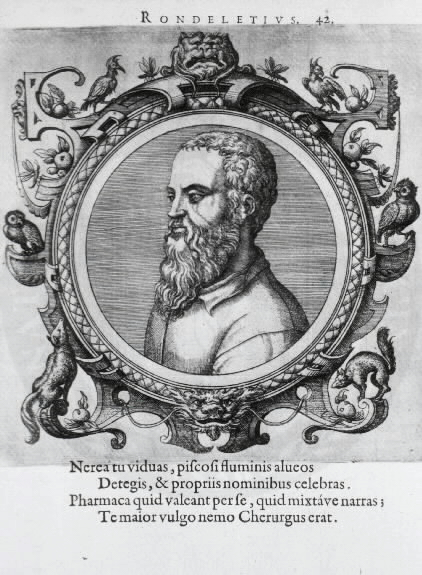
Rondelet Guillaume

Guillaume Rondelet, conegut també com a Rondeletious, va néixer el 27 de setembre de 1507 a Montpeller i va morir el 30 de juliol de 1566 de disenteria. Va ser un metge i naturalista francès cèlebre pels seus treballs sobre els peixos.
Fill de comerciant, Rondelet va emprendre els seus estudis en la seva ciutat natal on va obtenir el títol de doctor en 1537. Va ser el metge particular del cardenal de Tournon al qual va acompanyar en diferents viatges, especialment a Itàlia i als Països Baixos.
Va rebre la càtedra de medicina després de la mort de Pierre Laurent en la Facultat de Medicina de Montpeller on va influenciar a molts científics de la seva època. Va participar activament en la construcció d'un amfiteatre en la facultat que va manar construir Enric II de França. Aquest amfiteatre va permetre a Rondelet fer les seves demostracions amb la dissecció de nombrosos cadàvers.
Fins i tot sense haver publicat cap obra de botànica, va exercir en aquest domini una influència considerable. Es va reunir especialment amb Ulisse Aldrovandi i va ser el mestre de Jean i Gaspard Bauhin, de Conrad Gessner, de Charles de l'Écluse, de Léonard Rauwolf, de Mathias de l'Obel (al qual Rondelet li va deixar en herència els seus manuscrits), de Jacques Daléchamps, de Pierre Richer de Belleval…
Es va convertir, en 1556, en canceller de la Facultat després de la mort de Jean Schyron. Entre les obres que ha publicat, podem destacar: 
- De piscibus marinis, libri XVIII, in quibus veureæ piscium effigies expressæ sunt (1554, Lió)
- Universæ aquatilium historiæ pars altera, cum verisipsorum imaginibus (1555)
- Histoire entière des poissons (1558, Lió), íntegrament en francès i il·lustrat amb gravats sobre fusta
- Methodus de materia medicinali et compositione medicamentorum Palavii (1556)...

Va ser el seu llibre Libri de Piscibus Marinis, Histoire des poissons (Història dels peixos), el qual li va donar el major renom. En aquest llibre va descriure 244 espècies del Mediterrani. Molt crític amb els textos antics, va rebutjar tot el que podia semblar ser una rondalla. Les il·lustracions, sobre fusta, permetien reconèixer perfectament les diferents espècies.
Va inspirar el personatge del doctor Rondibilis en el llibre Tiers livre de François Rabelais (1483 o 1494-1553).

## Abreviatura
L'abreviatura "Rondelet" s'empra per a indicar a Guillaume Rondelet com autoritat en la descripció i taxonomia en zoologia.
L'abreviatura Rondelet s'empra per a indicar a Guillaume Rondelet com autoritat en la descripció i classificació científica dels vegetals.